# Andrzej Falkiewicz
Andrzej Falkiewicz (ur. 5 grudnia 1929 w Poznaniu, zm. 22 lipca 2010 w Puszczykowie) – polski eseista, krytyk literacki i teatralny, pisarz, poeta, filozof. Drugi mąż poetki Krystyny Miłobędzkiej.
Był absolwentem Wyższej Szkoły Ekonomicznej w Poznaniu. Debiutował w 1958 na łamach prasy literackiej jako krytyk teatralny. Był kierownikiem literackim: Bałtyckiego Teatru Dramatycznego w Koszalinie (1962–1967), Teatru Współczesnego we Wrocławiu (1968–1970 i 1973-1984), Teatru im. Bogusławskiego w Kaliszu (1970-1973). W latach 1989–1995 w Teatrze Polskim we Wrocławiu był konsultantem programowym. W latach 1994–1996 starszy asystent w Instytucie Filozofii Uniwersytetu im. Adama Mickiewicza w Poznaniu.
Autor wielu książek i esejów z zakresu filozofii teatru, krytyki literackiej, filozofii społecznej i metafizyki.
Od 1967 roku mieszkał we Wrocławiu. Od lat dziewięćdziesiątych aż do śmierci mieszkał w odzyskanej rodzinnej wilii w Puszczykowie koło Poznania.

## Twórczość

### Proza
- Ledwie mrok (Wrocław 1998)

- Świetliste (Wrocław 2011)
- Ta chwila (Wrocław 2014)

### Szkice i eseje
- Mit Orestesa. Szkice o dramaturgii współczesnej (Poznań 1967)
- Teatr Społeczeństwo (Kraków 1980)
- Polski Kosmos. Dziesięć esejów przy Gombrowiczu (Kraków 1981)
- Takim ściegiem (Wrocław 1981)
- Fragmenty o polskiej literaturze (Wrocław 1982)
- Jeden i liczba mnoga. O materializmie historycznym i metafizyce unitarnej Leszka Nowaka (1989, drugie wyd. 2016)
- Nie-Ja Edwarda Stachury (Wrocław 1995)
- Coś z mądrości i lenistwa, snu prawie. Świat pisarski Mieczysława Piotrowskiego (Wrocław 1995)
- Istnienie i metafora (Wrocław 1996)
- Być może: być – w stu trzydziestu czterech odsłonach (Gdańsk 2002)
- Na prawach rękopisu: wielka mała proza Jerzego Pluty (Wrocław 2005)
- Takim ściegiem: zapisy z lat 1974–1976, przepisane w 1986, przeczytane w 2008 (Wrocław 2009)

### Rozmowy
- Jarosław Borowiec, Szare światło. Rozmowy z Krystyną Miłobędzką i Andrzejem Falkiewiczem (Biuro Literackie, Wrocław 2009)

### Artykuły
- A. Falkiewicz: Człowiek teatralny. „Dialog” 1988 nr 9
- A. Falkiewicz: Fetysz. „Dialog” 1989 nr 11/112
- A. Falkiewicz: Czy Gombrowicz mógłby uratować polski teatr?. „Teatr” 1990 nr 3-4,
- A. Falkiewicz: Metafora metafor. O poezji Tymoteusza Karpowicza. „Teksty Drugie” 1991 nr 3
- A. Falkiewicz: Prawodawca i demaskator. „Gazeta Wyborcza” 1991 nr 293,
- A. Falkiewicz: Helmut, czyli przyjaźń. „Notatnik Teatralny” 1993 nr 6 vol. I,
- A. Falkiewicz: Gombrowicz: filozof i filozofujące dzieło. „Poznańskie Studia z Filozofii Humanistyki” 1996 t. 3,
- A. Falkiewicz: Być może oraz Odpowiedzi. „Poznańskie Studia z Filozofii Humanistyki” 1999, t. 5 (18) Umysł a rzeczywistość. Red. tomu: A. Klawiter, L. Nowak, P. Przybysz.
- A. Falkiewicz: Wobec nowożytnego rozumu. O Bycie i myśli Leszka Nowaka. W zbiorze: Odwaga filozofowania.: Leszkowi Nowakowi w darze. Red. E. Doczyńska. Poznań 2002.

### Współpraca i redakcja
- J. Genet: Teatr. Wstęp A. Falkiewicz. Przeł. J. Błoński, J. Lisowski, M. Skibniewska. Warszawa 1970,
- T. Karpowicz: Dramaty zebrane. Wstęp A. Falkiewicz. Wrocław 1975,
- B. Kierc: Wzniosły upadek anioła. Posł. A. Falkiewicz. Wrocław 1992,
- T. Karpowicz: Słoje zadrzewne: teksty wybrane. Posł. A. Falkiewicz. Wrocław 1999.
- T. Karpowicz: Małe cienie wielkich czarnoksiężników: zarejestrowane w paśmie cyfr od 797 do 7777. Red. Andrzej Falkiewicz. Wrocław 2007.